# Christopher (cantante)
Christopher Lund Nissen, noto solo come Christopher (Frederiksberg, 31 gennaio 1992), è un cantante danese.
In carriera, ha vinto due MTV Europe Music Awards come "Miglior Artista Danese" nel 2014 e nel 2017. Come attore ha recitato nei panni di protagonista nel film A Beautiful Life, di cui ha curato anche la colonna sonora.

## Discografia

### Album in studio
- 2012 – Colours
- 2014 – Told You So
- 2016 – Closer
- 2019 – Under The Surface
- 2021 – My Blood

### Singoli
- 2011 – Against All Odds
- 2012 – Nothing in Common
- 2012 – Mine, Mine, Mine
- 2012 – Colours (feat. Frida Amundsen)
- 2013 – We Should Be
- 2013 – Told You So
- 2014 – Nympho
- 2014 – Crazy
- 2014 – Mama
- 2014 – Waterfall
- 2014 – CPH Girls (feat. Brandon Beal)
- 2014 – First Like
- 2015 – Tulips
- 2015 – Christopher
- 2016 – Limousine (feat. Madcon)
- 2016 – I Won't Let You Down (feat. Bekuh Boom)
- 2016 – Heartbeat
- 2018 – Bad

## Filmografia
- A Beautiful Life, (2023), regia di Mehdi Avaz